# Hellenthal
Hellenthal é um município da Alemanha, localizado no distrito de Euskirchen, Renânia do Norte-Vestfália.